# Baby Huey
James Thomas Ramey (ismertebb nevén Baby Huey) (Richmond, Indiana, 1944. augusztus 17. – Chicago, Illinois, 1970. október 28.) amerikai rock és soul énekes. A Baby Huey & the Babysitters együttes alapító tagja. Egyetlen albuma a Curtom Records kiadásában 1971-ben jelent meg, mely igen befolyással volt a hip-hop zene fejlesztésében.

## Élete
Ramey Richmondban, Indianában született, Rober és Ernestine Ramey gyermekeként. 19 éves korában költözött Chicagóba, Illinois-ba, ahol énekesként dolgozott, és több helyi együttessel is fellépett. Középiskolában veteránnak hívták. Ekkor Ramey pajzsmirigy-rendellenessége miatt kb. 160 kg-ot nyomott. Művésznevét a Paramount Pictures általi kiskacsa figurája után kapta. 1963-ban Ramey (orgona, trombita), Melvyn "Deacon" Jones (gitár) és Johnny Ross megalapították a Baby Huey & the Babysitters nevű együttest, amely több népszerű fellépést követően több kislemezt is megjelentetett. Négy daluk, a "Beg Me", a "Monkey Man" , a "Messin 'with the Gid" és a "Just Being Careing" különféle variációkban terjedt.
A zenekar a 60-as évek végén követni kezdte a Sly & the Family Stone pszichedelikus soul hangzását, és Huey afrofrizurát kezdett el viselni, és előadásai közben dalait rímekkel egészítette ki. Társai szerint Ramey ritmusos szövegei nagyon hasonlítottak a későbbi rap stílushoz a hip-hop zenében. A Babysitters soha nem szánt időt arra, hogy stúdióalbumot készítsenek, és széles körben turnéztak az Egyesült Államokban. A Rothschild család egyik tagja látta az együttest, amikor Párizsba repült, és látta őket egy fellépésen egy klubban. A zenekar a Vogue magazin szerint az ottani klubélet egyik szereplőjévé vált.
1969 elején a zenekar ügynöke Marv Heiman meghallgatást szervezett a Curtom Recordsnál Donny Hathaway-jel. Heimen állítása szerint Hathaway éppen a Thumbs Up klubból érkezett, és nagyon lenyűgözte az előadás. Másnap este a Curtom Records kiadó vezetője Curtis Mayfield meghallgatta a zenekart, azonban csak Baby Huey-t akarta szerződtetni, az együttest nem. Noha a zenekar részt vett Ramey debütáló albumának felvételét, feszültség volt közöttük, és Jones kilépett a zenekarból a felvétel során. Valószínűleg Ross is már egy ideje nem volt tagja a zenekarnak.
1970-re Ramey kábítószer függő lett, és súlya meghaladta a 180 kg-ot. Rendszeresen hiányzott a koncertekről. 1970 tavaszán rehabilitációba kezdett, azonban a heroinproblémája mellett ivott is. Melvyn Jones könyvében leírta, hogy amint reggel gabonapelyhét öntötte, Ramey drogkészlete esett ki a dobozból.

## Halála
1970. október 28-án James Ramey drogokkal összefüggő szívrohamban halt meg 26 éves korában egy chicagói motelszobában. Temetését november 1-jén tartották szülőhelyén Richmondban, Indiana-ban, és ott temették el a Glen Havens emlékkertbe.

## Diszkográfia

### Album
- The Baby Huey Story: The Living Legend (1971)

### Kislemezek
- "Mighty Mighty Children" (Curtom CR 1939)
- "Listen to Me" (Curtom CR 1962)

### Válogatások
- "Hard Times" on Shaolin Soul
- "Listen to Me" on Kurtis Blow Presents the History of Rap, Vol. 1: The Genesis (1997, Rhino Records).

## Emléke
Baby Huey albumát a "The Baby Huey Story: The Living Legend" címűt emlékalbumként jelentették meg. A Curtis Mayfield által összeállított album több Mayfield kompozíciót tartalmazott, valamint a Sam Cooke féle feldolgozást, az "A Change Is Gonna Come" címűt, melyet Ramey írt. Az album nem adta el jól magát, és a mainstream is elfelejtette. Manapság az albumot a korszak klasszikusának tekintik.
1971. október 7-én a Jet magazin azt állította, hogy Ramey anyja engedélyt kapott két lemezkiadó cég nyilvántartásának ellenőrzésére, beleértve a Curtom Recordsot is. A végzés azt is lehetővé tette számára, hogy birtokolja fia hangfelvételeit. A chicagoi ügyvéd, Vernon M. Rhinehart szerint Ramey fizetése hetente 3500 dollár volt.
A The Baby Huey Story dalait köztük a "Hard Times", "Listen to Me" és a "Mighty Mighty Children" című dalok hangmintáit gyakran használták fel a 80-as évek  óta. A "Hard Times" dalból több művész is vett hangmintákat, köztük Chill Rob G ("Ride the Rhythm" című dalában). (1989) Ice Cube ("The Birth"), a Tribe Called Quest ("Can I Kick It - Spirit Mix") és sokan mások, akik a Babysitters és Baby Huey történetét a hip-hop zene jelentős és fontos befolyásolójának tekintik.
A "The Baby Huey Story: The Living Legend" az egyetlen elérhető album, melyet Baby Huey készített. Számos kislemez, köztük a "Beg Me", "Monkey Man", "Messin 'with the Gid" és a "Just Being Careing" nem szerepel a lemezen.

## További információ
- Baby Huey a Rotten Tomatoeson (angolul)